# Gojira (1954)
Gojira (ゴジラ, Gojira) ([ɡoꜜdʑiɽa] (escutarⓘ); bra: Godzilla; prt: O Monstro do Oceano Pacífico ou Godzilla) é um filme japonês do ano de 1954, dos gêneros ficção científica e ação, dirigido por Ishirō Honda.

## Enredo
Devido aos testes nucleares realizados pelos Estados Unidos, um gigantesco réptil de em torno de 50 metros de altura é revivido. Além do tamanho e força, a fera possui um sopro radioativo mortal e destruidor que usa para atacar a cidade de Tóquio, dizimando tudo o que encontra pela frente em uma fúria mortal. No final é morto por uma arma chamada "destruidor de oxigênio", e se transforma num esqueleto que some no mar.

## Elenco
| Nome              | Personagem                                            |
| ----------------- | ----------------------------------------------------- |
| Haruo Nakajima    | Gojira e trabalhador na estação de força              |
| Akira Takarada    | Hideto Ogata (尾形 秀人, Ogata Hideto)                |
| Momoko Kōchi      | Emiko Yamane (山根 恵美子, Yamane Emiko)              |
| Akihiko Hirata    | Daisuke Serizawa-hakase (芹沢 大助, Serizawa Daisuke) |
| Takashi Shimura   | Dr. Kyōhei Yamane-hakase (山根恭平, Yamane Kyōhei)    |
| Fuyuki Murakami   | Professor Tanabe (田辺博士, Tanabe-hakushi)           |
| Sachio Sakai      | Hagiwara (萩原) (repórter)                            |
| Toranosuke Ogawa  | Gerente da companhia de navegação                     |
| Ren Yamamoto      | Masaji Sieji (政治) (pescador)                        |
| Miki Hayashi      | Presidente da comissão da dieta                       |
| Seijiro Onda      | Chefe do quartel de emergência                        |
| Seijiro Onda      | Parlamentar Oyama                                     |
| Tsuruko Umano     | Sra. Sieji, mãe de Shinkichi                          |
| Toyoaki Suzuki    | Shinkichi Sieji (irmão mais novo de Masaji)           |
| Kokuten Kôdô      | Velho pescador                                        |
| Kin Sugai         | Ozawa-san                                             |
| Tadashi Okabe     |                                                       |
| Jiro Mitsuaki     | Empregado da companhia de salvamento                  |
| Sokichi Maki      | Chefe na agência de segurança marítima                |
| Ren Imaizumi      | Operador de rádio                                     |
| Junpei Natsuki    | Engenheiro da subestação de força                     |
| Yasuhisa Tsutsumi | Não creditado                                         |
| Jiro Suzuki       | Não creditado                                         |
| Saburo Iketani    | Repórter                                              |
| Shizuko Higashi   | Frequentador da festa                                 |
| Kiyoshi Kamata    | Escolta do frequentador da festa                      |
| Kenji Sahara      |                                                       |
| Keiji Sakakida    | Prefeito Inada                                        |
| Tamae Sengo       | Mãe                                                   |
| Ryosaku Takasugi  | Não creditado                                         |
| Katsumi Tezuka    | Gojira e editor de Hagiwara                           |
| Ishirō Honda      | Trabalhador na estação de força                       |

## Lançamento

### Portugal
O filme estreou nos cinemas portugueses a 24 de julho de 1957 e foi distribuído pela Mundial Filmes.
Passou pela primeira vez na televisão portuguesa a 7 de setembro de 1998, na RTP2.
Foi editado em DVD pela Estévez Seven em 2015.

## Recepção

### Críticas
Gojira teve mais recepção positiva como o tempo mudou no seu país natal. Em 1984, a revista Kinema Junpo honorou o filme como um dos 20 melhores filmes japoneses de todos os tempos. 
No site agregador de críticas Rotten Tomatoes, 93% das 72 resenhas dos críticos são positivas.

### Premiações
- Ganhou

Academy of Science Fiction, Fantasy & Horror Films
Categoria Melhor Lançamento de DVD de Filme Clássico[carece de fontes?]